# Humichola
Humichola là một chi bướm đêm thuộc họ Noctuidae.